# Amanda Cerna
Amanda Cerna é uma paraolímpica da classe T47 do Chile. Ela recebeu a medalha de prata pelo Chile nos Jogos Parapan-americanos de 2019 e deve competir pelo Chile nos Jogos Paraolímpicos de Verão de 2020.